# Partit Comunista del Nepal (IV Congrés)
Partit Comunista del Nepal (IV Congrés) fou un partit polític del Nepal.
Fou format el 1974 per dirigents comunistes sortits de la presó el 1971.
El 1979 va agafar el nom de Partit Comunista de Nepal (Conferència d'Unitat) però va recuperar l'antic nom el 1983. El 1990, unida amb una facció escindida d'una branca del mateix Partit Comunista del Nepal (IV Congrés) van formar el Partit Comunista del Nepal (Centre d'Unitat).